# Menlove Ave.
Menlove Ave. – pośmiertny album Johna Lennona, który został wydany w 1986 pod nadzorem Yoko Ono – wdowy po Lennonie.
Zawartość płyty to nigdy wcześniej niepublikowane utwory nagrane podczas sesji do dwóch albumów - Rock ’n’ Roll (pierwsza część płyty) i Walls and Bridges (pozostałe utwory). Tytuł płyty nawiązuje do adresu domu rodzinnego Lennona - Menlove Avenue 251, Liverpool. Oprawa graficzna albumu została wykonana przez Andy’ego Warhola, na kilka miesięcy przed jego śmiercią. Płyta nie została ciepło przyjęta przez środowisko muzyczne i była jednym z najgorzej sprzedających się albumów w całej karierze Lennona.

## Lista utworów
Wszystkie utwory napisane i wyprodukowane przez Johna Lennona, poza zaznaczonymi.
| 1.  | „Here We Go Again” (John Lennon/Phil Spector) wyprodukowana przez Phila Spectora w 1973 | 4:50  |
|     |                                                                                         |       |
| 2.  | „Rock and Roll People”                                                                  | 4:21  |
|     |                                                                                         |       |
| 3.  | „Angel Baby” (Hamlin) wyprodukowana przez Phila Spectora w 1973                         | 3:42  |
|     |                                                                                         |       |
| 4.  | „Since My Baby Left Me” (Crudup) wyprodukowana przez Spectora w 1973                    | 3:48  |
|     |                                                                                         |       |
| 5.  | „To Know Her Is to Love Her” (Phil Spector) wyprodukowana przez Spectora w 1973         | 4:37  |
|     |                                                                                         |       |
| 6.  | „Steel and Glass”                                                                       | 4:10  |
|     |                                                                                         |       |
| 7.  | „Scared”                                                                                | 4:17  |
|     |                                                                                         |       |
| 8.  | „Old Dirt Road” (John Lennon/Harry Nilsson)                                             | 3:53  |
|     |                                                                                         |       |
| 9.  | „Nobody Loves You (When You’re Down And Out)”                                           | 4:29  |
|     |                                                                                         |       |
| 10. | „Bless You”                                                                             | 4:05  |
|     |                                                                                         |       |
|     |                                                                                         | 42:12 |
|     |                                                                                         |       |
Utwory od 1. do 5. pochodzą z sesji nagraniowych do albumu Rock ’n’ Roll, a utwory od 6. do 10. z sesji do Walls and Bridges